# Biomuzikologija
Biomuzikologija je nova naučna disciplina, osnovana 90-tih godina 20. veka, s ciljem da se bavi pročavanjem muzike kao biološke pojave.  Ljudska muzikalnost odnosi se na skup kapaciteta i bogatstvo koji omogućavaju ljudskoj vrsti da generiše i uživa u muzici u svim njenim različitim oblicima. Osnovno načelo biomuzikologije je da je muzikalnost duboko ukorijenjena u ljudskoj biologiji, u obliku koji je tipičan za ljudsku vrstu i koju poseduju pripadnici svih ljudskih kultura. Iako je muzika, proizvod ljudske muzikalnosti, ona je izuzetno raznolika, a sama muzikalnost je stabilan aspekt naše biologije što omogućava njeno produktivno proučavati iz komparativne, neuronske, razvojne i kognitivne perspektive. Biomuzikološki pristup uporedljiv je u najmanje dva čula: dok, kao domen obuhvata svukupno ljudsko stvaranje muzike (ne privilegujući nijednu kulturu).

## Istorija
Biomuzikologija je 1991. godine pod vođstvom Nills L. Wallina, koji je među prvima počeo da se bavi proučavanjem muzike s biološkog gledišta od njenog začetka pa sve do istraživanja primene muzike u medicinskoj i psihološkoj terapiji (muzikoterapiji), na javnim površinama gde utiče na ponašanje čitave grupe ljudi ili životinja, u audiovizualnim medijima i upotrebi muzike tokom učenja i usvajanja novih sadržaja

## Razlika između biomuzikologije i etnomuzikologije
Dok se etnomuzikologija tradicionalno fokusira na oblik i društvenu funkciju pesama (i ostalih proizvoda muzikalnosti), biomuzikologija teži razumevanje bitnih i opštih zajedničkih sposobnosti koja su u osnovi ljudskog kapaciteta za stvaranje muzike, poput pevanja.
Ne postoji sukob između tih nastojanja već postoji veliki potencijal za sinergiju među njima, jer ove dve naučne oblasti jedna drugu mogu snabdevati podacima, hipotezama i potencijalnim generalizacijama.

## Principi biomuzikologije
Razjasnivši predmet proučavanja i opšti pristup biomuzikologije, treba se upoznati i sa četiri osnovna načela za koja pojedini istraživači smatraju da su osnova za uspešno i produktivno naučno istraživanje muzikalnosti, a to su:
1. Višekomponentni pristupa koji prepoznaje da je muzikalnost izgrađena na skupu međusobno povezanih kapaciteta od kojih nijedan nije primaran.
2. Pluralistička tinbergijska perspektiva koja se bavi i pridaje jednaki zhnačaj pitanjima mehanizma, ontogenije, filogenije i funkcije.
3. Komparativni pristup, koji traži i istražuje homologe životinja ili analoge određenih komponenti muzikalnosti, gde god se mogu naći
4. Ekološki motivisana perspektiva, koja prepoznaje potrebu za proučavanjem raširenog muzičkog ponašanja u raznim ljudskim kulturama (ali ne samo usredotočena isključivo na zapadnjačku umetničku muziku ili na vešte muzičare).

## Podela biomuzikologije
Biomuzikologija se danas deli na tri grane prikazane u donjoj tabeli:  
| Evoluciona muzikologija                         | Komparativna muzikologija                           | Neuromuzikologija                                    |
| ----------------------------------------------- | --------------------------------------------------- | ---------------------------------------------------- |
| Poreklo muzike                                  | Funkcija i primena muzike                           | Područja mozga uključena u procesuiranje muzike      |
| Selekcijski pritisci u podlozi evolucije muzike | Opšte osobine muzičkog ponašanja i muzičkih sistema | Ontogeneza muzičkih procesa i veština                |
| Evolucija čoveka i muzike                       | Prednosti i ulaganje u muziku                       | Neuralni i kognitivni mehanizmi procesuiranja muzike |
| Pesme kod životinja                             |                                                     |                                                      |

Evoluciona muzikologija — proučava „poreklo muzike, i nastanak životinjske pesme, kao i uticaj selekcije kao osnovnu muzičke evolucije i uporednu evoluciju muzike i ljudsku evolucija. 
Neuromuzikologija — proučava moždane oblasti uključene u obradu muzičkih sadrćaja, neuronske i kognitivne procese muzičke obrade" i ontogene muzičke sposobnosti i muzičke veštine. 
Komparativna muzikologija — proučava funkcije i upotrebu muzike, prednosti i troškove stvaranja muzike i univerzalne karakteristike muzičkih sistema i muzičkog ponašanja.

### Primena biomuzikologije
U svakodnevnom životu primenjena biomuzikologija pokušava da obezbedi:
- biološki uvid u stvari kao što su terapeutska upotreba muzike u medicinskom i psihološkom tretmanu,
- široku upotreba muzike u audiovizuelnim medijima kao što su film i televizija,[5]
- sveobuhvatno prisustvo muzike na javnim mestima i  njegovu uloga kroz uticaju na masovnog ponašanja,[6]
- potencijalnu upotrebe muzike kako stimulišući faktor u učenju.[4]

## Literatura
- Arom, Simha (1999): "Prolegomena to a Biomusicology." In: Nils L. Wallin/Björn Merker/Steven Brown (Eds.), The origins of music, Cambridge, Massachusetts: MIT Press, pp. 27–29.
- Darwin, Charles (1871): The Descent of Man and Selection in Relation to Sex. John Murray: London.
- Fitch, W. Tecumseh (2006): "The biology and evolution of music: a comparative perspective". Cognition, 100(1), pp. 173–215.
- Hauser, M. D.; McDermott, J. (2003). „The evolution of the music faculty: A comparative perspective”. Nature Neuroscience. 6 (7): 663—668. PMID 12830156. S2CID 9343153. doi:10.1038/nn1080..
- Peretz, Isabelle (2006): "The nature of music from a biological perspective." Cognition 100 (2006), pp. 1–32.
- Wallin, Nils L./Björn Merker/Steven Brown (Eds., 1999):
- Zatorre, R./Peretz, I. (2000): The Biological Foundations of Music, New York: National Academy Press.

## Spoljašnje veze
- Four principles of bio-musicology 2022. The Royal Society (језик: енглески)